# Léon Kartun
Léon Kartun, né le 30 juin 1895 à Paris (9e arrondissement) et mort le 20 septembre 1981 à Neuilly-sur-Seine, est un pianiste et chef d'orchestre français.

## Biographie
Il est un des principaux promoteur de l'art contemporain français de son époque, jouant notamment des œuvres comme le Concerto pour piano no 1 de Germaine Tailleferre.
Il meurt le 20 septembre 1981.